# Joachim Otto
Joachim Otto (* 8. Oktober 1927),  war Fußballtorwart in Deutschland. Mit der ZSG Horch Zwickau wurde er 1950 erster DDR-Fußballmeister.

## Sportliche Laufbahn
Ottos Fußball-Laufbahn hatte bereits vor dem Ende des Zweiten Weltkrieges im pommerschen Stettin begonnen. Nach Kriegsende ließ er sich im westsächsischen Zwickau nieder und schloss sich der Sportgemeinschaft Zwickau-Mitte an. Zur Saison 1949/50, in der erstmals die Oberliga des ostdeutschen Sportausschusses als höchste Fußballklasse der Sowjetischen Besatzungszone (später DDR) ihre Punktspiele austrug, gehörte Otto zum Aufgebot der ZSG Horch Zwickau. Während der Saison stand er jedoch im Schatten des Stammtorwarts Max Hofsommer, der in den 26 ausgetragenen Punktspielen 16-mal im Tor stand, während Otto zehnmal zum Zuge kam. Am Saisonende konnte er sich trotzdem als Meisterspieler bezeichnen, da die Zwickauer die erste DDR-Fußballmeisterschaft gewonnen hatten. In der Saison 1950/51 rückte Otto zum Stammtorhüter auf, da Hofsommer seine Laufbahn beendet hatte. Außerdem wurde er in zwei Spielen der Fußballauswahl Sachsen aufgestellt. Am 17. Spieltag der Saison 1950/51, am 10. Dezember 1950, war Otto am Skandalspiel bei Chemie Leipzig beteiligt. Die Zwickauer traten unter ihren neuen Bezeichnung BSG Motor an und wurden in der letzten Minute um ihre 2:1-Führung gebracht, als Otto nach Meinung der Zwickauer Spieler regelwidrig ins Tor gedrängt wurde und der Schiedsrichter auf 2:2 entschied. Von den heftig protestierenden Zwickauer Spielern wurden acht des Feldes verwiesen, was zu Tumulten unter den Zuschauern führte. Otto war nicht von den Herausstellungen betroffen, da er verletzt am Boden lag.
Nach dem Ende der Saison 1950/51, in der Otto 31 der 34 Punktspiele bestritten hatte, verließ er Zwickau und schloss sich dem FK Pirmasens an. Dort spielte er zwei Jahre in der Oberliga Südwest, zu dieser Zeit eine der fünf höchsten Spielklassen im DFB-Spielbetrieb. Nach einem kurzen Zwischenspiel bei einem anderen Verein spielte Otto ab 1954 beim Heider SV, so auch 1956/57 und 1960/61 in der Oberliga Nord, wo er mit 60 Ligaeinsätzen in der Oberliga Nord geführt wird. In der Aufstiegsrunde zur Oberliga 1958 verfehlte er mit einem Punkt Rückstand hinter Aufsteiger VfV Hildesheim den Einzug in die Oberliga. In sechs Gruppenspielen hatte der HSV fünf Unentschieden erzielt, darunter auch das letzte am 25. Mai 1958 im 2:2-Heimspiel gegen den VfB Oldenburg. Beide Spiele gegen Hildesheim endeten mit einem Remis, in Hildesheim trennte man sich mit 1:1 und am 15. Mai im Heimspiel vor 7.500 Zuschauern mit 2:2. In sechs Spielen kassierte Torhüter Otto neun Gegentore in der Aufstiegsrunde.